# ФК Урарту
ФК Урарту (јерм. Ուրարտու Ֆուտբոլային Ակումբ) је фудбалски клуб из главног града Јерменије Јеревана, који се такмичи у Премијер лиги Јерменије.
Урарту је основан 1992. у граду Абовјану, у региону Котајк, и зато се клуб од 1992. до 1995. звао Банантс Котајк. У сезони 1992, клуб је освојио први јермрски куп. Крајем 1995 клуб запада у финасијску кризу. Власници клуба су одлучили да је боље удружити се са другим абовјанским клубом Абовјан Котајк него га угасити. Године 2001. клуб је премештен у главни град Јереван. Клуб је носио име ФК Банантс до 1. августа 2019. године када је променио име у ФК Урарту.

## Успеси клуба
- Премијер лига (2)

2013/14, 2022/23;
- Куп Јерменије (3)

1992, 2007, 2016
- Суперкуп Јерменије (1)

2014.

## ФК Урарту у европским такмичењима
| Сезона  | Такмичење              | Коло        | Земља               | Клуб                   | Резултат            |
| ------- | ---------------------- | ----------- | ------------------- | ---------------------- | ------------------- |
| 1998/99 | Куп победника купова   | кв.         | Швајцарска          | Лозана                 | 1-5, 1-2            |
| 1999/00 | Лига шампиона          | 1 коло кв.  | Литванија           | Жалгирис               | 0-2, 0-3            |
| 2000    | Интертото куп          | 1 коло      | Чешка               | Сигма Оломуц           | 0-1, 1-2            |
| 2001/02 | Лига шампиона          | 1 коло кв.  | Молдавија           | ФК Шериф Тираспол      | 0-1, 0-2            |
| 2002/03 | УЕФА куп               | кв.         | Швајцарска          | Сервет                 | 0-2, 0-3            |
| 2003/04 | УЕФА куп               | кв.         | Израел              | Хапоел Тел Авив        | 1-1, 1-2            |
| 2004/05 | УЕФА куп               | кв.         | Украјина            | Illitsjivets Marioepol | 0-2, 0-2            |
| 2005/06 | УЕФА куп               | 1 коло кв.  | Грузија             | Локомотива Тбилиси     | 2-3, 2-0            |
|         |                        | 2 коло кв.  | Украјина            | Дњепро Дњепропетровск  | 2-4, 0-4            |
| 2006/07 | УЕФА куп               | 1 клол кв.  | Грузија             | Амери                  | 1-0, 1-2            |
| 2007/08 | УЕФА куп               | 1 коло кв   | Швајцарска          | Јанг бојс              | 1-1, 0-4            |
| 2008/09 | УЕФА куп               | 1 коло кв.  | Аустрија            | Ред бул Салцбург       | 0-7, 0-3            |
| 2009/10 | УЕФА лига Европе       | 1. коло кв. | Босна и Херцеговина | Широки Бријег          | 0-2, 1-0            |
| 2010/11 | УЕФА лига Европе       | 1. коло кв. | Кипар               | Анортозис              | 0-3, 0-1            |
| 2011/12 | УЕФА лига Европе       | 1. коло кв. | Грузија             | Олимпи Рустави         | 0-1, 1-1            |
| 2014/15 | Лига шампиона          | 1. коло кв. | Андора              | Санта Колома           | 0-1, 3-2            |
| 2016/17 | УЕФА лига Европе       | 1. коло кв. | Кипар               | Омонија                | 0-1, 1-4            |
| 2018/19 | УЕФА лига Европе       | 1. коло кв. | Босна и Херцеговина | Сарајево               | 1-2, 0-3            |
| 2019/20 | УЕФА лига Европе       | 1. коло кв. | Србија              | Чукарички              | 0-3, 0-5            |
| 2021/22 | УЕФА Лига конференције | 1. коло кв. | Словенија           | Марибор                | 0-1, 0-1            |
| 2023/24 | Лига шампиона          | 1. коло кв. | Босна и Херцеговина | Зрињски                | 0-1, 3-2 (3-4 пен.) |
| 2023/24 | УЕФА Лига конференције | 2. коло кв. | Румунија            | Фарул                  |                     |

## Збирни европски резултати
Резултати под имено Банантс
Стање 25. јуна 2009.
| Такмичење                | ИГ. | Д | Н | ИЗ. | ГД | ГП |
| ------------------------ | --- | - | - | --- | -- | -- |
| Лига шампиона            | 0   | 0 | 0 | 0   | 0  | 0  |
| Куп победника купова     | 0   | 0 | 0 | 0   | 0  | 0  |
| УЕФА куп                 | 14  | 2 | 2 | 10  | 11 | 35 |
| Интертото куп            | 0   | 0 | 0 | 0   | 0  | 0  |
| I. Укупно УЕФА такмичења | 14  | 2 | 2 | 10  | 11 | 35 |